# 네무로 본선
네무로 본선(일본어: 根室本線)은 홋카이도 다키카와시의 다키카와역에서 출발하여 오비히로시, 구시로시 등을 거쳐 네무로시의 네무로역에 이르는 홋카이도 여객철도의 철도 노선이다. 구시로 ~ 네무로 구간은 운행계통이 완전히 분리되어 있으며, 하나사키 선(일본어: 花咲線)이라는 별칭으로 불린다. 전 구간 비전철화이며, 홋카이도 여객철도 간선 노선 중 최동단에 자리잡는 철도 노선이기도 하다. 지선 구간을 포함하지 않는 노선 중 홋카이도 여객철도의 최장 노선이기도 하다(지선부분을 포함한 최장 노선은 (하코다테 본선)).

## 노선 정보
- 관할 · 구간
  - 홋카이도 여객철도 (제 1 종 철도 사업자)
    - 다키카와 - 오비히로 - 네무로 : 326.1km
      - 가미오치아이 신호장 - 신토쿠 구간(23.9km)은 세키쇼 선과 중복

  - 일본화물철도
    - 다키카와 - 후라노 (54.6km)
    - 신토쿠 - 구시로 (172.1km)
- 궤간 : 1067mm
- 역수 : 53 (신호장 제외)
  - 네무로 본선 소속 역에 한정된 경우, 기점인 다키카와 역(하코다테 본선)을 제외하면 52개 역이 된다.
- 복선구간 : 없음 (전구간 단선)
- 전화구간 : 없음 (전구간 비전철화)
- 폐색방식 :
  - 다키카와 - 히가시쿠시로 구간 : 자동폐색식
  - 히가시쿠시로 - 네무로 구간 : 특수자동폐색식 (전자부호조사식)
- 최고속도 :
  - 130km/h (가미오치아이 신호장 - 신토쿠 역 구간, 사쓰나이 역 - 도시베쓰 역 구간, 도요코로 - 신요시노 역 구간, 쇼로 - 신후지 역 구간)
  - 120km/h (신토쿠 역 - 사쓰나이 역 구간, 도시베쓰 역 - 도요코로 역 구간, 신요시로 역 - 쇼노 역 구간, 신후지 역 - 구시로 역 구간)
  - 95km/h (다키카와 역 - 가미오치아이 신호장 구간)
  - 85km/h (구시로 역 - 앗토코 역 구간)
  - 80km/h (앗토코 역 - 네무로 역 구간)

- 다키카와 - 오치아이 구간은 홋카이도 여객철도 본사, 오치아이 - 네무로 구간은 홋카이도 여객철도 구시로 지사가 관할함.

## 개요
1896년 홋카이도 철도 부설법에 의해 홋카이도 내 1000마일(약 1600km)의 철도 정비 계획이 수립되자, 홋카이도 청 장관 기타가키 구니미치는 도쿄 제국 대학 교수였던 다나베 사쿠오에게 노선 선정을 위한 조사를 의뢰하였다. 이에 다나베는 대학 교수직에서 퇴임하고 홋카이도청 철도부설부장에 부임해 답사를 수행했다.
그는 도카치 루트의 답사는 나무가 울창해 시야가 좋지 않은 여름을 피해 초봄에 하기로 결정했고, 곧 철도기사 2명과 짐꾼 몇명을 데리고 아사히카와를 출발하였다. 그리고 그는 곰이나 늑대가 돌아다니는 원시림이나 모기, 등에 등이 넘쳐나는 습지 등 미개척지를 도보로 이동하면서 지형, 지질, 경제 효과, 자재의 운반 및 입수방법 등 세부에 걸쳐서 구시로까지 구간을 20일간 답사했다.
당초는 사호로 산 북쪽을 최적 루트로 검토하고 있었으나 답사 결과, 현재의 국도 38호선을 거의 따라가는 구 가리카치터널 루트를 최적안으로 제시하였고, 다나베는 이곳을 「가리카치 고개」라고 이름 붙였다.
후에 다나베가 완공된 철도를 이용해 구시로를 방문했을 때, '12시간의 여행은 지루하셨지요'라는 위로의 말에 '내가 이전 여기 왔을 땐 20일 걸렸습니다. 그때를 생각하면 12시간만에 여길 통과하는 것은 어쩐지 아쉽네요'라고 대답했다고 한다.
노선이 결정되자, 홋카이도 관립 철도가 아사히카와와 구시로를 연결하는 간선철도로서 착공, 아사히카와와 구시로 양 방향에서 공사가 시작되었다. 아사히카와측은 1899년에 아사히카와 - 비에이간이, 구시로측은 1901년에 구시로 - 시라누카 간이 개업하였고, 1907년 가리가치 터널이 완공되어 가리카치 고개를 포함한 오치아이 - 오비히로간이 개업하면서 아사히카와 - 구시로간 전노선이 완공, 구시로선이 되었다.
1913년에, 다키카와 - 시모후라노 (현재의 후라노) 간에 신선이 놓이면서 기점을 아사히카와에서 다키카와로 변경하였고, 아사히카와 - 후라노간은 후라노선으로 분리되었다.
이후 구시로 동쪽으로 노선 연장이 진행되어 1917년에 앗케시, 1919년에 앗토코, 1920년에 니시와다까지 연장되었으며, 1921년에 네무로까지 연장을 완료하고 동시에 선로 명칭을 네무로 본선으로 고쳤다.
개통 이후 도앙(삿포로 등)과 도동(구시로, 네무로 등)을 연결하는 주요 간선으로서의 지위를 유지하고 있었다. 1966년에 오치아이 - 신토쿠간의 가리카치 고개의 구간을 신선으로 대체하고 1981년에는 단축 루트인 세키쇼 선이 개업하면서, 도앙에서 도카치, 구시로를 연결하는 대부분의 열차 운전 계통이 종래의 다키카와 경유에서 세키쇼 선 경유로 변경되어 대폭적인 소요시간 단축이 이루어졌다. 이로 인해 네무로 본선에선 신카리카치 터널 이북을 통과하는 우등 열차가 거의 없어졌다. 1997년에는 구시로시와 오비히로시의 출자로 「도동 고속 철도 개발」(본사 삿포로시, 현재의 홋카이도 고속 철도 개발의 전신)이 설립되어 세키쇼 선과 네무로 본선 신카리카치 터널 - 구시로 구간의 고속화 개량 사업이 실시되었다.

## 연혁

### 도카치 선
- 1899년
  - 9월 1일 : 홋카이도 관립 철도 도카치 선으로서 아사히카와 - 비에이 역 구간이 개업, 베베쓰 역 · 비에이 역을 신설.
  - 11월 15일 : 비에이 - 가미후라노 구간 개통, 가미후라노 역을 신설.
- 1900년
  - 8월 1일 : 가미후라노 - 시모후라노 구간 개통, 시모후라노 역을 신설.
  - 12월 2일 : 시모후라노 - 시카고에 구간 개통, 야마베 신호장· 가네야마 역 ·시카고에 역을 신설.
- 1901년
  - 4월 1일 : 야마베 신호장이 일반역으로 승격됨.
  - 9월 3일 : 시카고에 - 오치아이 구간간 개통, 오치아이 역을 신설.
- 1902년 12월 6일 : 이쿠토라 역 신설.
- 1905년 4월 1일 : 관립 철도에 이관.

### 구시로 선 → 구시로 본선
- 1901년 7월 20일 : 홋카이도 관립 철도 구시로 선 구시로(이후 하마쿠시로로 변경) - 시라누카 구간 개통, 시라누카 · 쇼로 · 오타노시케 · 구시로 역 신설
- 1903년
  - 3월 1일 : 시라누카 - 온베쓰 구간 개통, 온베쓰 역 신설
  - 12월 25일 : 온베쓰 - 우라호로 구간 개통, 우라호로 역 · 아쓰나이 역 신설
- 1904년
  - 8월 12일 : 우라호로 - 도요코로 구간 개통, 도요코로 역 신설
  - 12월 15일 : 도요코로 - 도시베쓰 구간 개통, 도시베쓰 · 이케다 역 신설
- 1905년
  - 4월 1일 : 관립 철도에 이관
  - 12월 1일 : 도시베쓰 - 오비히로 구간 장 개통, 오비히로 역 · 야무왓카 역 신설.
- 1907년
  - 9월 8일 : 오치아이 - 오비히로 구간 개통에 의해 아사히카와 - 구시로 전 구간 개통, 가리카치 급수 석탄 공급소 · 니나이(여객,화물 취급하지 않음) · 신토쿠 · 시미즈 · 사넨고로 · 메무로 · 후시코 등 각 역 신설.
  - 10월 25일 : 나오베쓰 역 신설
- 1909년
  - 10월 12일 : 국유 철도 선로 명칭 설정에 의해 아사히카와 - 구시로 구간이 구시로 선이 된다.
  - 12월 15일 : 니나이 역에서 여객 화물 취급 개시
- 1910년
  - 1월 7일 : 사쓰나이 역 · 시타코로베 역 신설
  - 12월 1일 : 가미아쓰나이 신호소 · 나미와카 신호소 신설
- 1911년
  - 7월 1일 : 하코다테 - 구시로간 3·4량 열차에 일등 침대차 연결 개시, 열차 전등 · 관통 브레이크 사용 개시
  - 12월 15일 : 도후쓰 역 신설.
- 1913년
  - 10월 1일 : 시모가나야마 역 신설
  - 11월 10일 : 다키카와 역 - 시모후라노 역 구간 (57.6km) 개통. 호로쿠라 · 가미아카비라 · 히라기시 · 시모아시베쓰 · 노카난 · 뽄모시리 · 시마노시타의 각 역 신설. 다키카와 - 구시로 구간을 구시로 본선이라고 개칭하여, 시모후라노 - 아사히카와 구간을 후라노 선으로서 분리
- 1916년 4월 1일 : 하코다테 - 구시로 구간 1·2량열차에 식당차 연결 개시.
- 1917년 12월 1일 : 구시로 - 앗케시 구간을 연신 개통. 구시로 - 하마쿠시로(1.8km) 및, 앗케시 - 하마앗케시 (1.2km) 구간 화물 철도개업,

가미벳포 · 가미오보로 · 오보로 · 몬시즈 · 앗케시 · 하마앗케시(화물) 역 등을 신설.
- - 이 때에 구시로 역이 현재의 위치에 이전하고, 동시에 하마쿠시로역(화물역)이 개설되어 구시로 - 하마쿠시로간의 화물선이 개통하였다. 실제로는 하마쿠시로역은 옛 구시로 역의 이름을 바꾼 것이며, 구시로 - 하마쿠시로간의 화물선은 신규 개업은 아니고 화물선 개통이다.
- 1918년 12월 28일 : 모시리(화물) 역 신설
- 1919년 11월 25일 : 앗케시 - 앗토코 구간 (42.9km) 연신 개통. 이토이자와 · 자나이 · 하마나카 · 아네베쓰 · 앗토코 역 신설
- 1920년
  - 1월 16일 : 가미아시베쓰 역 신설
  - 4월 1일 : 샤쿠베쓰(화물) 역 신설
  - 11월 10일 : 앗토코 - 니시와다 구간 (34.7km) 개통. 핫타우시 · 벳토가 · 오치이시 · 니시와다의 각 역 신설.

### 전구간 개통 이후
- 1921년 8월 5일 : 니시와다 - 네무로 구간 (102.km) 개통에 의해 전 구간, 하나사키 · 네무로 역 신설. 다키카와 - 네무로 전 구간을 네무로 본선으로 노선명칭 변경.
- 1922년
  - 4월 1일 : 가리카치 급수 석탄 공급소를 신호장에, 가미아쓰나이 신호소 · 나미와카(폐지 시기 불명)신호소를 신호장으로 변경
  - 10월 15일 : 사넨고로 역을 미카게 역으로 역 명 변경.
- 1923년
  - 9월 23일 : 구시로 - 텐넨 간 화물선 (3.0km)개통, 텐넨(화물) 역 신설.
  - 12월 25일 : 신후지 역 신설
- 1925년 3월 16일 : 센모 선과의 분기점으로서 벳포 신호소를 신설
- 1926년
  - 7월 15일 : 모시리(화물) 역을 일반역으로 변경.
  - 8월 1일 : 가미아쓰나이 신호장을 역으로 승격.
- 1927년 12월 26일 : 누노베 역 신설
- 1928년 11월 11일 : 벳포 신호장을 역으로 승격하고 역명을 히가시쿠시로 역으로 변경.
- 1930년 4월 1일 : 샤쿠베쓰(화물) 역을 일반역으로 변경
- 1934년
  - 8월 12일 : 네무로 - 네무로 항 구간 (1.2km) 화물 지선 개통. 네무로 항 화물역 신설.
  - 11월 20일 : 시미즈 역을 도카치시미즈 역으로 역명 변경.
- 1935년 2월 : 앗케시 역에 입환용 기관차 DB10형 기관차를 배치.
- 1940년
  - 1월 15일 : 구시로 - 텐넨 구간 화물 지선의 기점을 히가시쿠시로 역으로 변경 (-1.5km), 이 때 텐넨 역은 히가시쿠시로역 북쪽에서 자이모쿠쵸로 이전한 것으로 보인다.
  - 10월 10일 : 하코다테 - 구시로 구간에 급행열차 1회 왕복 설정 (구시로 - 네무로 구간 보통 열차)
- 1941년
  - 3월 28일 : 니시쇼로 신호소 신설
  - 12월 29일 : 히가시시카고에 신호장 신설
- 1942년 4월 1일 : 시모후라노 역을 후라노 역으로, 시모고로베 역을 신요시노 역으로 변경.
- 1943년 6월 15일 : 가미아카 역을 아카비라 역으로 변경.
- 1946년
  - 3월 1일 : 히가시시카고에 신호장을 역으로 변경.
  - 5월 1일 : 시모아시베쓰 역을 아시베쓰 역으로, 뽄모시리 역을 다키사토 역으로 변경.
- 1952년
  - 3월 5일 : 니시쇼로 신호장을 역으로 변경.
- 11월 15일 : 가미벳포 역을 벳포 역으로 변경.
- 1954년
  - 7월 1일 : 후루세 신호장 신설.
  - 11월 10일 : 호로쿠라 역을 히가시타키카와 역으로, 후시코 역을 니시오비히로 역으로 변경.
- 1955년 12월 1일 : 오비히로 - 네무로 구간 동차 운행 개시.
- 1956년 5월 20일 : 급행 '마리모' 삼등침대차 부활.
- 1958년 9월 10일 : 하오비 역 신설.
- 1959년
  - 9월 22일 : 구시로 - 네무로 구간 준 급행 '노삿푸' 신설.
  - 10월 7일 : 이나시베쓰 가승강장 신설.
- 1961년
  - 2월 1일 : 곤부모리 역 신설.
  - 9월 1일 : 히가시네무로 역 신설.
  - 10월 1일 : 이치노사카 신호장 신설.
- 1962년
  - 9월 30일 : 호로오카 신호장 · 다카네 신호장 신설.
  - 10월 1일 : 특급 '오조라' 구시로까지 연장.
  - 10월 15일 : 구시로 - 하마쿠시로를 킬로 개정. (+2.0km)(실태는 하마쿠시로역 이전에 의한 철도의 새 선로 개업).
- 1963년 11월 1일 : 야무왓카 역을 마쿠베쓰 역으로 역 명 변경.
- 1964년 10월 1일 : 하코다테 - 구시로 구간에 특급 '오토리' 신설.
- 1965년
  - 9월 30일 : 히라노가와 신호장 · 쓰네토요 신호장 신설.
  - 10월 1일 : 네무로 - 네무로 항 구간의 화물 지선 폐지. 네무로 항 화물역 폐지.
- 1966년
  - 3월 27일 : 구시로 기관구에 DD51형을 처음으로 배치
  - 9월 27일 : 쇼에이 신호장 · 히가시쇼로 신호장 신설.
  - 9월 29일 : 시카고에 역을 신호장으로 변경. (가나야마 댐 건설로 인해 선로 이설)
  - 9월 30일 : 오치아이 - 신토쿠 구간의 새 선로 개통 (28.1km), 가미오치아이 · 신카리카치 · 히로우치 · 니시신토쿠 · 가미메무로 · 쓰네토요의 각 신호장 신설.
  - 10월 1일 : 오치아이 - 신토쿠 구간의 구 선로 폐지. 니나이 역 · 가리카치 신호장 폐지.
- 1969년 4월 1일 : 후라노 - 구시로 구간 디젤 기관차화 달성.
- 1971년 5월 1일 : 구시로 - 도쿄 구간에 냉장 컨테이너 급행 열차 운행 개시.
- 1982년
  - 10월 15일 : 다카네 신호장 폐지.
  - 10월 25일 : 시카고에 신호장을 임시승강장으로 변경.
  - 11월 15일 : 앗케시 - 하마앗케시 구간의 화물지선 폐지. 하마앗케시 화물역 폐지.
- 1983년 2월 15일 : 다키카와 - 오치아이 간 CTC 사용개시.
- 1984년 2월 1일 : 히가시쿠시로 - 텐넨 구간의 화물지선 폐지. 텐넨 화물역 폐지. 히가시쿠시로 - 네무로 구간 화물영업 폐지. 이치노사카, 호로오카, 다카네의 각 신호장 폐지.
- 1986년 11월 1일 : 다이세이 임시 승강장, 하쿠린다이 임시 승강장 신설. 시카고에 임시승강장 폐지.
- 1987년 4월 1일 : 국철 민영 분할화에 따라, 홋카이도 여객철도가 노선을 승계함. 다키카와 - 네무로 구간(제1종철도사업) , 일본화물철도 (제1종) 구시로 - 하마쿠시로 구간, (제2종) 다키카와 - 후라노 구간, 히가시시카고에 - 히가시쿠시로 구간, 후라노 - 히가시시카고에 구간의 화물영업 폐지, 다이세이 · 하쿠린다이의 각 임시 승강장을 역으로, 이나시베쓰 가 승강장을 역으로, 후루세 신호장을 역으로 변경.
- 1988년 3월 13일 : 무사 역 신설
- 1988년 11월 3일 : 신오타노시케 역 신설
- 1989년 8월 1일 : 구시로 - 하마쿠시로 구간의 화물지선 폐지. 하마쿠시로 역 폐지.
- 1990년 12월 10일 : 아쓰나이 터널 (신 루트) 개통
- 1991년
  - 7월 1일 : 하나사키 선 단독 운행 개시
  - 10월 22일 : 노카난 - 시마노시타 역 구간 킬로 개정. (다키사토댐 건설에 따른 선로 이설), 다키사토 역 폐지.
- 1993년 3월 18일 : 다키카와 - 구시로 구간 보통열차 단독 운행 개시.
- 2001년
  - 7월 7일 : 하나사키 선 전 구간 개통 80주년 기념식전
  - 7월 20일 : 시라누카 - 구시로 구간 개통 100주년 기념식전
- 2002년 4월 1일 : 일본화물철도가 구시로 - 히가시쿠시로 구간의 제2종 철도사업폐지.
- 2006년 4월 1일 : 일본화물철도가 신후지 - 구시로 구간의 제2종 철도사업폐지.
- 2007년 10월 1일 : 다키카와 - 히가시쿠시로 구간에 역 명 넘버링 실시.
- 2011년 3월 12일 : 일본화물철도의 오비히로 역을 오비히로 화물역으로, 같은 신후지 역을 구시로화물역으로 역 명 변경.
- 2022년 2월 10일: 후라노역 ~ 신토쿠역 구간 폐선 확정[1]
- 2024년 4월 1일: 후라노역 ~ 신토쿠역 구간 폐선.
- 2025년 3월 15일: 히카시타키카와, 히카시네무로역 각각 폐지.

## 운행 형태

### 광역 수송
가미오치아이 신호장 - 오비히로 - 구시로 구간은 세키쇼 선과 함께 도동 지역의 주요 간선을 형성하고 있어, 삿포로까지 직통운행하는 특급 열차가 많이 다니고 있다. 2009년 현재 구시로 - 삿포로 구간을 특급 '수퍼 오조라'가 7번 왕복, 삿포로 - 오비히로 구간을 '수퍼 도카치'가 왕복 5회 운행하고 있다. 다키카와 - 후라노 구간은 삿포로까지 연결되는 리조트 특급 '후라노 라벤다 익스프레스'가 부정기적으로 운행되고 있다.
세키쇼 선이 전 구간 개통하기 전에는 하코다테 · 삿포로 - 오비히로 · 구시로간의 특급 · 급행열차도 다키카와 · 후라노 경유로 운행하고 있었다.

### 지역 수송
쾌속을 포함한 전 보통 열차가 단독 운행되고 있다.

### 다키카와 - 신토쿠 구간
오비히로까지 운행되는 쾌속 「카리카치」왕복 2회와 거기에 접속하는 쾌속 이외엔 각역 정차 보통열차만 운행되며 배차는 1~3시간에 1대 정도이며 4시간 정도 운행이 없는 시간대가 있다. 보통 열차 중 왕복 1회는 오치아이 역에서 열차를 되돌려 운행한다. 이 구간에서는 후라노 선 직통열차를 제외하면 다키카와가 항상 기점이 되어 있어, 신토쿠나 오비히로 방열 열차 외에 다키카와 - 아시베쓰 · 후라노 · 오치아이 간의 구간 열차가 있다. 연선에서는 다이세쓰 산 연봉이나 도카치 봉이 보이며, 무인 지대를 관통하는 세키쇼 선과 달리 온화한 구릉지대와 농촌이 퍼진다. 또 소라치 강의 가나야마 댐이나 다키사토 댐 건설에 의해 일부의 구간이 다키사토 터널이나 가나야마 터널, 시카고에 철교 경유 신선으로 이설되어 있다.

### 신토쿠 · 가미오치아이 신호장 - 오비히로 - 구시로 구간
가미오치아이 신호장에서 세키쇼 선과 합류하여 삿포로 - 구시로간의 간선 루트를 형성하는 구간이다. 고속화 개량이 이루어져 특급열차가 최고속도 130km/h로 운행한다. 단 히로우치 신호장 - 니시신토쿠 신호장 구간은 산맥으로부터 내려오는 계곡풍이 지나가는 통로가 되고 있어 1994년 특급 '오조라' 탈선 사고 이전에도 자주 탈선과 전복 사고가 일어났다. 이에 대한 대책으로서 방풍책을 설치하는 한편 이 구간을 「제한 속도 구간」으로 설정, 풍속 20m 이상에선 45km/h로 감속, 25m 이상에선 운행중지 조치를 취하고 있다. 이케다역을 지나 아쓰나이 강가의 구불구불한 구간과, 태평양 연안의 구릉과 습지, 하구를 피한 구간은 짧은 거리지만 가장 선형이 나쁜 구간으로, 이것을 극복하기 위해서 키하 283계의 사양이 높아졌다. 커브 구간은 모두 PC 침목화되어 있지만, 다른 일부 구간에서는 목재 침목을 사용한 궤도도 아직 남아 있어서 최고속도인 130km/h로 주행할 수 있는 구간은 적다. 또한 이 구간에서는 에조 사슴의 선로 침입이 많다. 상기 2개 구간의 지역 수송은, 보통 · 쾌속 열차가 신토쿠 - 오비히로 · 다키카와 - 오비히로와 오비히로 - 구시로 구간에 운행되어, 방향을 막론하고 아침 저녁 일부 열차를 제외하곤 모두 오비히로역에서 되돌림 운전을 하고 있다. 차량은 보통 직통으로 운행되지만 오비히로에 20~40분 정차한 후 열차번호가 바뀌는 열차도 있다. 오비히로 · 구시로 주변은 1 ~ 2시간에 1편 정도의 운행 빈도로, 오비히로 권역에서는 메무로 · 이케다 · 우라호로 발착, 구시로 권역에서는 아쓰나이 · 온베츠 · 시라누카 · 오타노시케 발착의 구간 열차도 있다. 다키카와 - 구시로 간 직통 열차도 하루에 1왕복 운행하며, 2010년 12월 현재 소요 시간은 상행선 6시간 50분 , 하행선 8시간 2분이 소요된다. 하행선 보통 열차 2429D(타키카와 출발 9:37 → 구시로 도착 17:39)는 기동차 보통 열차로는 일본 최장인 308.4 km 거리를 운행한다. 참고로 이 구간을 운전하는 상행 열차는 오비히로 - 다키카와 구간이 쾌속 「카리카치」가 되는 2522D - 3430D이다. 또 과거에는 오비히로 - 이케다 구간에 후루사토 긴카선에 직통운행하는 열차가 설정되어 이 구간에서 병결운행을 했었지만 2006년 4월의 후루사토 긴카선의 폐지에 의해 중단되었다.

### 구시로 - 네무로 구간 (하나사키 선)
「하나사키 선」으로 불리는 이 구간은 구시로 서부 지역과는 운전 계통이 완전히 분리되어 있다. 쾌속 왕복 2회(「노삿푸」·「하나사키」) 이외엔 보통 열차만 운행하며, 구시로 - 네무로 구간 직통 열차 외에 , 구시로 - 앗케시, 앗토코 - 네무로 간의 구간 열차가 있어 2~3시간에 1편 정도의 배차 간격으로 운행된다. 보통 열차 중에는 앗토코 - 네무로 구간의 일부 정차역을 통과하는 열차도 있다. 1991년 7월 1일에 발족한 「하나사키 선 운수 영업소」가 이 구간의 관리 운영을 맡고 있다.
여름 한정으로 야간 열차 「마리모」가 네무로까지 연장 운행하던 시기가 있었으나, 삿포로 - 네무로 구간 여객 감소로 인해 2006년 이후에는 폐지되었다. 대부분의 열차가 구시로역에서 삿포로발/행 특급 열차와 접속하고 있지만, 아침과 밤의 왕복 1회는 특급과는 접속하지 않는다. (이전에는 특급열차 「마리모」가 접속하고 있었다.)
이 구간은 구시로 서부구간보다도 현저하게 사슴의 선로 침입이 많다.

## 화물 수송
화물열차는 다키카와 - 후라노 구간, 가미오치아이 신호장 - 오비히로 화물 - 신후지 구간 사이에 운행되고 있다.

### 다키카와 - 후라노 구간
다키카와 - 후라노 구간의 화물 열차는 컨테이너 차로 구성된 최고속도 95km/h의 고속 화물열차로, 삿포로 화물 터미널 - 후라노 구에 임시 열차가 왕복 2회 설정되어 있다.

### 가미오치아이 신호장 - 오비히로 - 신후지 구간
가미오치아이 신호장 - 오비히로 화물 - 구시로 화물간의 열차는 석유 수송 용도의 탱크차로 조성된 전용 화물열차와 컨테이너 차로 조성된 고속 화물열차로, 세키쇼 선 직통으로 운행되고 있다. 전용 화물열차는 정기 열차(토 · 일요일 휴업)로, 모토와니시 - 오비히로 구간 왕복 1회가 설정되어 무로란 제유소의 석유 수송을 담당하고 있다. 히가시무로란 발 오비히로 행과 오비히로 모토와니시 행이 편노 노선으로 1회씩 임시 전용 화물열차로 설정되어 있다. 모두 최고속도는 75 km/h이다. 고속 화물열차는 삿포로 화물 터미널 - 오비히로 구간에 임시 1왕복을 포함해 4회 왕복, 삿포로 화물 터미널 - 신후지 사이에 하행 3회(그 중 1회는 토마코마이 역 경유)와 상행 1회, 신후지 - 오비히로 사이에 상행 2회가 설정되어 있다. 삿포로 화물 터미널 - 신후지 사이의 열차는 모두 오비히로에서 콘테이너 차의 증.해결 작업을 하며, 그 중 1회 왕복은 온베쓰역에서 증,해결을 해 오쓰카 제약의 제품 수송 컨테이너를 취급한다. 혼슈 방면의 직통열차도 설정되어 오비히로화물역에서 스미다가와 역, 우메다 역까지 각각 편도 1회씩 운행되고 있다. 이 열차들에는 구시로화물역에서부터 다른 열차로 오비히로에 도착한 컨테이너 차 중 일부도 연결된다. 혼슈 직통열차에는 코키 100계 화차가 사용된다.최고속도는 오비히로화물발 스미다가와행이 100 km/h, 그외엔 모두 95 km/h이다. 열차 견인기관차는 디젤 기관차로, 고속 화물 열차는 DF200형, 전용 화물열차는 DD51형을 사용한다. 과거엔 DD51형도 신후지역(현재의 구시로화물역)까지 직통운행했었지만, 2008년 3월 15일의 개정으로 폐지되었다.

### 에조 사슴에 의한 운행 고장
에조사슴은 혼슈의 일본사슴과 동종이지만, 일본 사슴보다 크고 체중 200kg를 넘는 개체도 있어서 열차와 충돌했을 경우 간과할 수 없는 문제가 된다. JR홋카이도 관할 노선을 통틀어 에조 사슴과의 충돌이나, 충돌은 피했지만 급제동한 사례등의 운행 지장 건수는 최근들어 현저하게 증가하고 있으며, 그 원인은 수렵 금지등에 의한 에조 사슴의 개체수 증가로 보인다. 1990년대 전반 연간 200 - 300건 정도였던 지장 건수가, 2004년도에는 연간 1,000건을 넘었고 2006년도엔 1,311건에 달하고 있다. 충돌시 충격은 300kg를 넘는 큰곰의 경우가 더 크기는 하나, 큰곰은 겁이 많은 성격으로 선로 주변에 나타나는 경우가 거의 없어 열차 충돌사고 건수는 에조 사슴에 비교해 지극히 적다. 네무로 본선은, 홋카이도 내에서도 에조 사슴의 선로 침입이 눈에 띄게 많은 구간이다. 2006년도의 전 노선 1,311건중 763건이 구시로 지사 관내에서, 그 중 452건은 오치아이 동쪽의 네무로 본선에서 일어나고 있다.

#### 오치아이 - 구시로 구간
오치아이 - 구시로 구간의 2006년도 지장 건수는 123건으로, 감속하며 경계하는 것 외에 특히 출몰이 많은 우라호로 - 조쿠베쓰 구간에서는 에조 사슴 침입 방지 펜스의 설치를 추진하고 있다.

#### 구시로 - 네무로 구간 (하나사키 선)
하나사키 선 구간에서의 2006년도 지장 건수는 329건에 달한다. 이것은 구시로 서부 지역과 비교했을 때 특급 · 급행도 화물열차도 없고 열차 운행 편수가 적은 구간임을 고려하면 절대적으로 많은 숫자로, 영업 거리를 고려하면 구시로 서부의 10배 이상 에조 사슴의 영향을 받고 있다고 할 수 있다. 경적 소리로 사슴에게 열차 접근을 알리기 위해서, 하나사키 선 구간용의 키하 54는 경적을 타이폰 대신 휘슬( 통칭 「시카부에」라고 불린다. JR홋카이도의 차량에는 키하283계 등 넓게 이용되고 있다)로 바꾸고 있다.

## 현재 사용차량
이하에 나타내는 차량은 모두 동차이다.
- 특급열차
  - 특급 '수퍼 오조라' : 키하283계
  - 특급 '수퍼 도카치' : 키하283계 · 키하261계

- 보통열차
  - 키하40계 (다키카와 - 구시로 구간) 다키카와 - 구시로 구간에 사용된다. 또, 이전에는 후루사토 긴카선(이케다 - 아소로 구간만)에도 아침에 왕복 1회 직통 운행하고 있었다.

- - 키하54계 (온베쓰 - 네무로 구간) 기본적으로 하나사키 선 구간의 구시로 - 네무로 구간에서 사용되지만, 일부는 온베쓰 · 시라누카 - 구시로 구간 열차에도 사용된다.

- - 키하150계 (후라노 - 오비히로 구간) 쾌속 「가리카치」의 아사히카와 직통열차로 사용된다. 유휴시간에 오비히로 부근에서 운행되기도 한다.

### 과거 사용차량
국철 시대는 키하 22형도 전 노선에 걸쳐 운용되고 있었다. 
 2006년 4월에 후루사토 긴카선이 폐지될 때까지는, 후루사토 긴카선의 CR 70형 또는 CR 75형도 이케다 - 오비히로 구간에 왕복 2회 직통 운행하고 있었다.

## 역 목록

### 다키카와 - 후라노 구간
| 역 번호 | 역명         | 일본어 역명 | 로마자 역명    | 누계 거리 (km) | 접속 노선                       | 소재지     | 소재지     |
| ------- | ------------ | ----------- | -------------- | -------------- | ------------------------------- | ---------- | ---------- |
| A 21    | 다키카와     | 滝川        | Takikawa       | 0.0            | 홋카이도 여객철도 하코다테 본선 | 다키카와시 | 다키카와시 |
| T 23    | 아카비라     | 赤平        | Akabira        | 13.7           |                                 | 아카비라시 | 아카비라시 |
| T 24    | 모시리       | 茂尻        | Moshiri        | 17.2           |                                 | 아카비라시 | 아카비라시 |
| T 25    | 히라기시     | 平岸        | Hiragishi      | 20.7           |                                 | 아카비라시 | 아카비라시 |
| T 26    | 아시베쓰     | 芦別        | Ashibetsu      | 26.6           |                                 | 아시베쓰시 | 아시베쓰시 |
| T 27    | 가미아시베쓰 | 上芦別      | Kami-ashibetsu | 30.5           |                                 | 아시베쓰시 | 아시베쓰시 |
| T 28    | 노카난       | 野花南      | Nokanan        | 35.2           |                                 | 아시베쓰시 | 아시베쓰시 |
| T 30    | 후라노       | 富良野      | Furano         | 54.6           | 홋카이도 여객철도 후라노 선     | 후라노시   |            |

### 가미오치아이 신호장 - 네무로 구간
| 역 번호 | 역명                | 일본어 역명  | 로마자 역명     | 누계 거리 (km) | 접속 노선                                    | 소재지      | 소재지         |
| ------- | ------------------- | ------------ | --------------- | -------------- | -------------------------------------------- | ----------- | -------------- |
|         | 가미오치아이 신호장 | 上落合信号場 | Kami-ochiai     | 112.2          |                                              | 소라치 군   | 미나미후라노정 |
|         | 신카리카치 신호장   | 新狩勝信号場 | Shin-karikati   | 117.8          |                                              | 가미카와 군 | 신토쿠정       |
|         | 히로우치 신호장     | 広内信号場   | Hirouchi        | 124.0          |                                              | 가미카와 군 | 신토쿠정       |
|         | 니시신토쿠 신호장   | 西新得信号場 | Nishi-Shintoku  | 129.5          |                                              | 가미카와 군 | 신토쿠정       |
| K 23    | 신토쿠              | 新得         | Shintoku        | 136.3          | 홋카이도 여객철도 세키쇼 선 (영업 상 분기점) | 가미카와 군 | 신토쿠정       |
| K 24    | 도카치시미즈        | 十勝清水     | Tokachi-Shimizu | 145.4          |                                              | 가미카와 군 | 시미즈정       |
|         | 히라노가와 신호장   | 平野川信号場 | Hiranogawa      | 151.6          |                                              | 가미카와 군 | 시미즈정       |
| K 26    | 미카게              | 御影         | Mikage          | 155.9          |                                              | 가미카와 군 | 시미즈정       |
|         | 가미메무로 신호장   | 上芽室信号場 | Kami-Memuro     | 151.6          |                                              | 가미카와 군 | 시미즈정       |
| K 27    | 메무로              | 芽室         | Memuro          | 166.5          |                                              | 가사이 군   | 메무로정       |
| K 28    | 다이세이            | 大成         | Taisei          | 168.6          |                                              | 가사이 군   | 메무로정       |
| K 29    | 니시오비히로        | 西帯広       | Nishi-Obihiro   | 173.4          |                                              | 오비히로시  | 오비히로시     |
|         | 오비히로 화물       | 帯広貨物     | Obihiro-Kamotsu | 176.0          |                                              | 오비히로시  | 오비히로시     |
| K 30    | 하쿠린다이          | 柏林台       | Hakurindai      | 176.6          |                                              | 오비히로시  | 오비히로시     |
| K 31    | 오비히로            | 帯広         | Obihiro         | 180.1          |                                              | 오비히로시  | 오비히로시     |
| K 32    | 사쓰나이            | 札内         | Satsunai        | 184.9          |                                              | 나카가와 군 | 마쿠베쓰정     |
| K 34    | 마쿠베쓰            | 幕別         | Makubetsu       | 194.3          |                                              | 나카가와 군 | 마쿠베쓰정     |
| K 35    | 도시베쓰            | 利別         | Toshibetsu      | 200.8          |                                              | 나카가와 군 | 이케다 정      |
| K 36    | 이케다              | 池田         | Ikeda           | 204.3          |                                              | 나카가와 군 | 이케다 정      |
|         | 쇼에이 신호장       | 昭栄信号場   | Shōei           | 208.5          |                                              | 나카가와 군 | 이케다 정      |
| K 37    | 도후쓰              | 十弗         | Tōfutsu         | 212.8          |                                              | 나카가와 군 | 도요코로정     |
| K 38    | 도요코로            | 豊頃         | Toyokoro        | 218.2          |                                              | 나카가와 군 | 도요코로정     |
| K 39    | 신요시노            | 新吉野       | Shin-Yoshino    | 225.3          |                                              | 도카치 군   | 우라호로정     |
| K 40    | 우라호로            | 浦幌         | Urahoro         | 231.7          |                                              | 도카치 군   | 우라호로정     |
|         | 쓰네토요 신호장     | 常豊信号場   | Tsunetoyo       | 236.0          |                                              | 도카치 군   | 우라호로정     |
| K 42    | 아쓰나이            | 厚内         | Atsunai         | 250.1          |                                              | 도카치 군   | 우라호로정     |
| K 45    | 온베쓰              | 音別         | Ombetsu         | 265.1          |                                              | 구시로시    | 구시로시       |
| K 47    | 시라누카            | 白糠         | Shiranuka       | 281.1          |                                              | 시라누카 군 | 시라누카정     |
| K 48    | 니시쇼로            | 西庶路       | Nishi-Shoro     | 286.5          |                                              | 시라누카 군 | 시라누카정     |
| K 49    | 쇼로                | 庶路         | Shoro           | 288.6          |                                              | 시라누카 군 | 시라누카정     |
|         | 히가시쇼로 신호장   | 東庶路信号場 | Higashi-Shoro   | 293.8          |                                              | 시라누카 군 | 시라누카정     |
| K 50    | 오타노시케          | 大楽毛       | Otanoshike      | 299.0          |                                              | 구시로 시   | 구시로 시      |
| K 51    | 신오타노시케        | 新大楽毛     | Shin-Otanoshike | 300.8          |                                              | 구시로 시   | 구시로 시      |
| K 52    | 신후지              | 新富士       | ShinFuji        | 305.7          |                                              | 구시로 시   | 구시로 시      |
| K 53    | 구시로              | 釧路         | Kushiro         | 308.4          |                                              | 구시로 시   | 구시로 시      |
| B 54    | 히가시쿠시로        | 東釧路       | Higashi-Kushiro | 311.3          | 홋카이도 여객철도 센모 본선                  | 구시로 시   | 구시로 시      |
|         | 무사                | 武佐         | Musa            | 312.5          |                                              | 구시로 시   | 구시로 시      |
|         | 벳포                | 別保         | Beppo           | 317.0          |                                              | 구시로 군   | 구시로정       |
|         | 가미오보로          | 上尾幌       | Kami-oboro      | 331.7          |                                              | 앗케시 군   | 앗케시정       |
|         | 오보로              | 尾幌         | Oboro           | 340.9          |                                              | 앗케시 군   | 앗케시정       |
|         | 몬시즈              | 門静         | Monshizu        | 350.1          |                                              | 앗케시 군   | 앗케시정       |
|         | 앗케시              | 厚岸         | Akkeshi         | 355.0          |                                              | 앗케시 군   | 앗케시정       |
|         | 자나이              | 茶内         | Chanai          | 375.2          |                                              | 앗케시 군   | 하마나카정     |
|         | 하마나카            | 浜中         | Hamanaka        | 382.2          |                                              | 앗케시 군   | 하마나카정     |
|         | 아네베쓰            | 姉別         | Anebetsu        | 392.3          |                                              | 앗케시 군   | 하마나카정     |
|         | 앗토코              | 厚床         | Attoko          | 398.9          |                                              | 네무로시    | 네무로시       |
|         | 벳토가              | 別当賀       | Bettoga         | 414.5          |                                              | 네무로시    | 네무로시       |
|         | 오치이시            | 落石         | Ochiishi        | 424.8          |                                              | 네무로시    | 네무로시       |
|         | 곤부모리            | 昆布盛       | Kombumori       | 428.8          |                                              | 네무로시    | 네무로시       |
|         | 니시와다            | 西和田       | Nishiwada       | 433.6          |                                              | 네무로시    | 네무로시       |
|         | 네무로              | 根室         | Nemuro          | 443.8          |                                              | 네무로시    | 네무로시       |

### 폐지 구간
- 2024년 4월 1일 폐지
  - 후라노 - 신토쿠：（81.7km）

| 역 번호 | 역명           | 일본어 역명 | 로마자 역명      | 누계 거리 (km) | 접속 노선                                    | 소재지    | 소재지         |
| ------- | -------------- | ----------- | ---------------- | -------------- | -------------------------------------------- | --------- | -------------- |
| T 31    | 누노베         | 布部        | Nunobe           | 60.9           |                                              | 후라노시  | 후라노시       |
| T 32    | 야마베         | 山部        | Yamabe           | 66.7           |                                              | 후라노시  | 후라노시       |
| T 33    | 시모카나야마   | 下金山      | Shimo-Kanayama   | 74.7           |                                              | 소라치 군 | 미나미후라노정 |
| T 34    | 가나야마       | 金山        | Kanayama         | 81.6           |                                              | 소라치 군 | 미나미후라노정 |
| T 35    | 히가시시카고에 | 東鹿越      | Higashi-Shikagoe | 94.8           |                                              | 소라치 군 | 미나미후라노정 |
| T 36    | 이쿠토라       | 幾寅        | Ikutora          | 98.8           |                                              | 소라치 군 | 미나미후라노정 |
| T 37    | 오치아이       | 落合        | Ochiai           | 108.2          |                                              | 소라치 군 | 미나미후라노정 |
| K 23    | 신토쿠         | 新得        | Shintoku         | 136.3          | 홋카이도 여객철도 세키쇼 선 (영업 상 분기점) | 소라치 군 | 미나미후라노정 |

- 1966년 10월 1일 폐지
  - 오치아이 - 가리카치 신호장 - 니나이 - 신토쿠 : (27.9km)

일본 신 팔경이나 철도성이 선정한 일본 3대 풍경의 하나이기도 한 가리카치 고개를 포함하고 있었다. 남는 두 개의 시노노이 선 오바스테 역과 히사쓰 선 야타케가 현존 한다. 최소 반경 180m의 커브가 연속하는 험한 곳에서, 고개의 곧 오치아이 측의 가리카치 신호장은 스윗치 백이 되고 있었다.고개 부근의 S자형 커브 제방이나 교량, 수도등의 철도 시설군은 2003년에 토목 학회 선정 토목 유산에 선정되고 있다. 
 폐지 후의 니나이 - 신토쿠 구간은, 1967년 - 1979년간 철도 사고의 원인 구명, 및 그 대책에 관한 실험을 실시하는, 통칭 · 가리카치 실험선으로서 사용되고 있었다.
- 화물역 (1989년 8월 1일 폐지)
  - 구시로 - (貨) 하마쿠시로 : 3.8km

- 화물역 (1984년 2월 1일 폐지)
  - 히가시쿠시로 - (貨) 텐넨 : 1.5km

- 화물역 (1982년 11월 15일 폐지)
  - 앗케시 - (貨) 하마앗케시 : 1.2km

- 화물역 (1965년 10월 1일 폐지)
  - 네무로 - (貨) 네무로 항 : 2.6km

### 폐역 · 폐지된 신호장
- 이치노사카 신호장： 다키카와 역 - 히가시타키카와 역
- 호로오카 신호장：히가시타키카와 역 - 아카비라 역
- 다카네 신호장：히라기시역 - 아시베쓰역 ※아시베쓰 선을 분기 할 계획이 있었다
- 다키사토 역：노카난 역 - 시마노시타 역
- 시카고에 가 승강장：가나야마 역 - 히가시시카고에 역
- 나미와카 신호장：온베쓰 역 - 후루세 역
- 하나사키 역: 니시와다 역 - 히가시네무로 역
- 히가시네무로 역 : 니시와다 역 - 네무로 역
- 히가시타키카와 역 : 다키카와 역 - 아카비라 역

### 과거의 접속노선
- 아시베쓰 역：미쓰이 아시베쓰 철도선 - 1972년 5월 31일 여객 영업 폐지, 1989년 3월 26일 폐지
- 가미아시베쓰 역：미쓰비시 광업 아시베쓰 광업소 전용 철도 - 1964년 3월 폐지
- 아시베쓰 삼림철도 - 1961년 폐지
- 신토쿠 역：홋카이도 다쿠쇼쿠 철도 - 1968년 10월 1일 폐지
- 도카치 시미즈역 : 도카치 철도 시미즈베 선 - 1951년 7월 1일 폐지
- 오비히로역：
  - 시호로 선 - 1987년 3월 23일 폐지
  - 히로오 선 - 1987년 2월 2일 폐지
  - 도카치 철도 오비히로베 선 - 1977년 3월 1일 폐지
- 이케다 역：홋카이도 치쿠호 고원 철도 후루사토 긴카선 - 2006년 4월 21일 폐지
- 샤쿠베츠 역：유베쓰 탄광 샤쿠베츠 철도선 - 1970년 4월 16일 폐지
- 시라누카역：시라누카선 - 1983년 10월 23일 폐지
- 신후지역：
  - 구시로 개발 부두 니시코 선 - 1999년 9월 10일 폐지
  - 구시로 개발 부두 부두 선 - 1984년 2월 1일 폐지
  - 쓰루이 촌영 궤도 - 1967년 폐지
- 구시로 역：유베쓰 철도선 - 1970년 4월 16일 폐지
- 히가시쿠시로 역：
  - 태평양석탄판매 임항 선 - 1963년 11월 1일 여객 영업 폐지, 1986년 11월 1일 폐지
  - 태평양석탄판매 시로야마 선 - 1985년 6월 1일 폐지
  - 앗토코 역：시베쓰 선 - 1989년 4월 30일 폐지